# 徳島市入田中学校
徳島市立入田中学校（とくしまし にゅうたちゅうがっこう）は、徳島県徳島市入田町春日にある公立中学校。

## 教育目標
知・徳・体の調和がとれ、共に生き抜く意志と力を持った、心豊かな生徒の育成。

### 校訓
明るく、爽やかに、頑張る。
- 努力
- 規律
- 明朗

## 校歌
- 作詞: 永田了
- 作曲: 星旭

## 関連学校
- 徳島市入田小学校

## 通学区域が隣接している学校
- 徳島市上八万中学校
- 徳島市国府中学校
- 石井町立石井中学校
- 神山町立神山中学校